# Слепушкино (Чеховский район)
Слёпушкино — деревня в Чеховском районе Московской области, в составе муниципального образования сельское поселение Стремиловское (до 28 февраля 2005 года входила в состав Стремиловского сельского округа).

## Население
| 2002 | 2006 | 2010 |
| ---- | ---- | ---- |
| 0    | →0   | ↗3   |

## География
Слепушкино расположено примерно в 11 км на северо-запад от Чехова, на реке Челвенка (левый приток реки Лопасни), высота центра деревни над уровнем моря — 191 м. На 2016 год в Слепушкино зарегистрировано 9 садовых товариществ.